# Poio

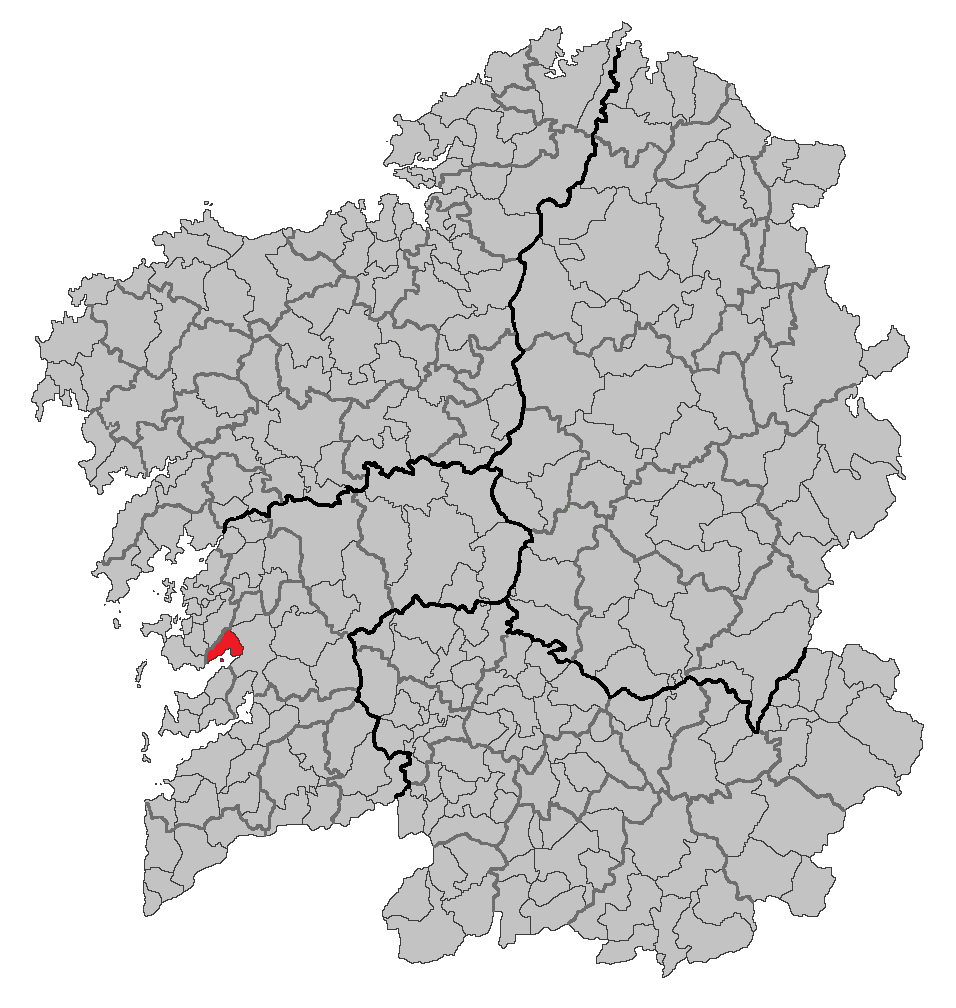
Localização de Poio

Poio (em castelhano; Poyo) é um município da Espanha na província de Pontevedra, comunidade autónoma da Galiza, de área 34,16 km² com população de 15 456 habitantes (2007) e densidade populacional de 428,89 hab/km².
Limita ao leste com o município de Pontevedra (limite natural marcado pelo rio Lérez), pelo oeste com os municípios de Meaño, Meis e Sanxenxo, pelo norte com o município de Meis e pelo sul com a ria de Pontevedra.

## Demografia
| Variação demográfica do município entre 1991 e 2019 | Variação demográfica do município entre 1991 e 2019 | Variação demográfica do município entre 1991 e 2019 | Variação demográfica do município entre 1991 e 2019 | Variação demográfica do município entre 1991 e 2019 |
| --------------------------------------------------- | --------------------------------------------------- | --------------------------------------------------- | --------------------------------------------------- | --------------------------------------------------- |
| 1991                                                | 1996                                                | 2001                                                | 2004                                                | 2019                                                |
| 13 035                                              | 13 683                                              | 14 271                                              | 14 651                                              | 17 082                                              |